# Hepatitis vírica

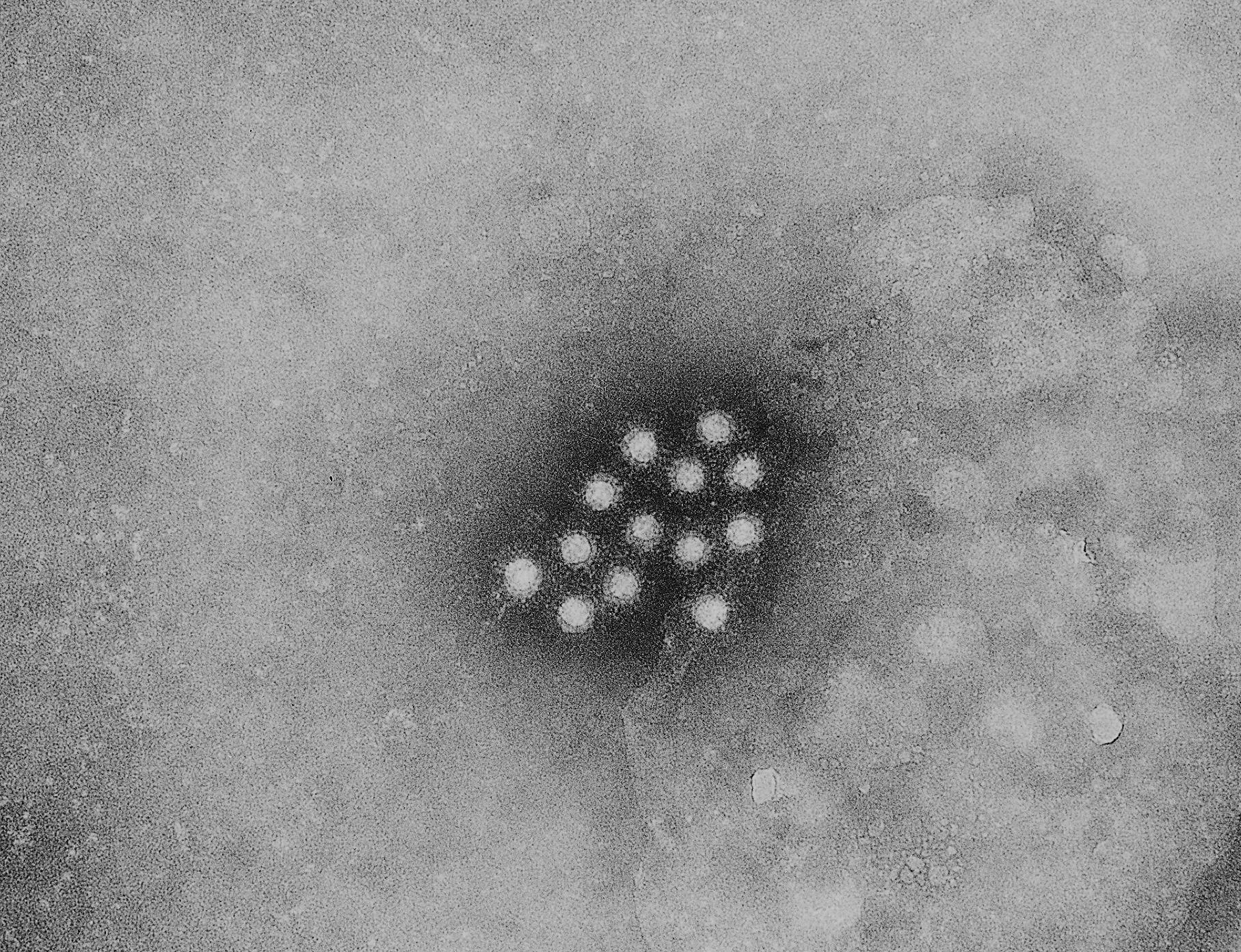
Virus de l'Hepatitis A

Una hepatitis vírica és una hepatitis d'origen víric. Segons el vírus que la causa hi ha diferent típus:

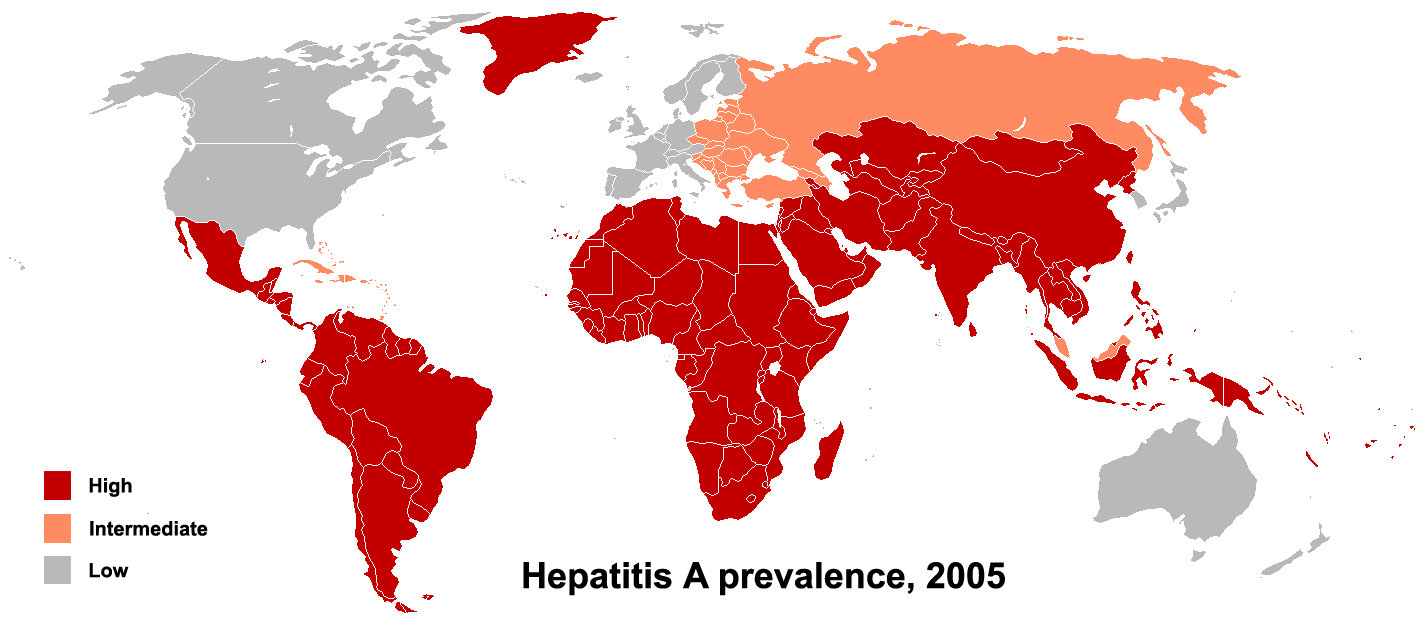
Mapa de prevalença de l'hepatitis A

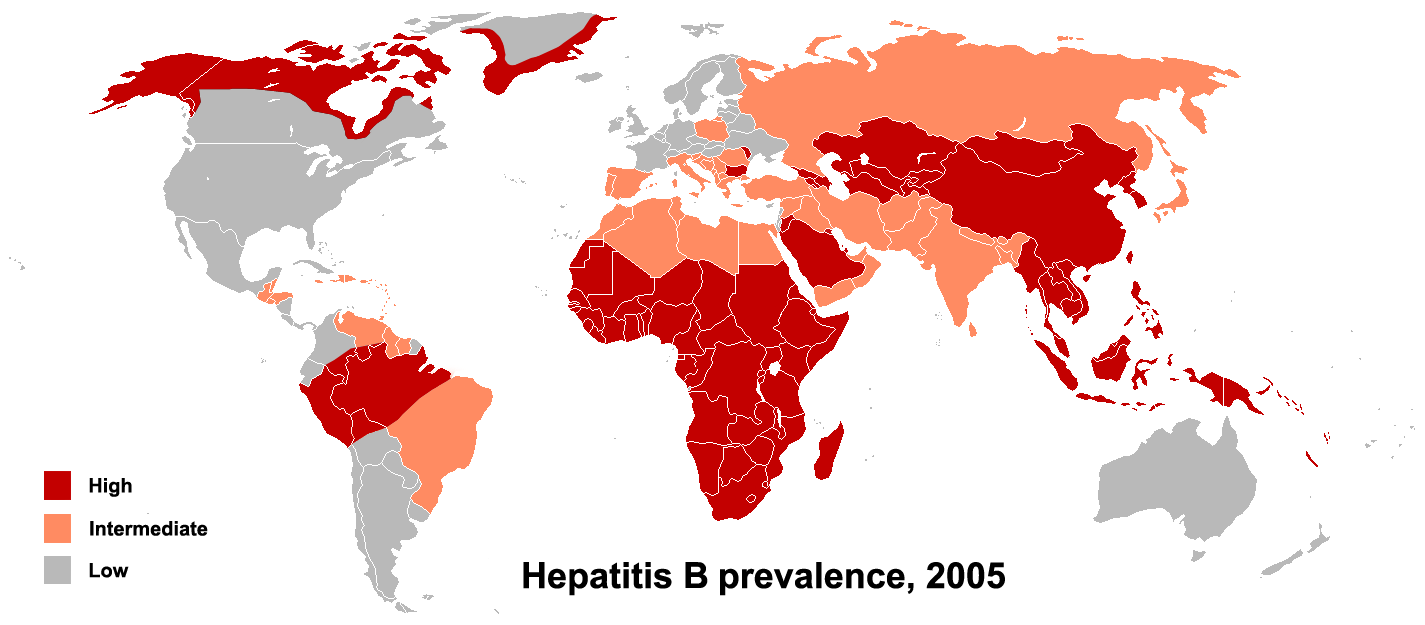
Mapa de prevalença de l'hepatitis B.

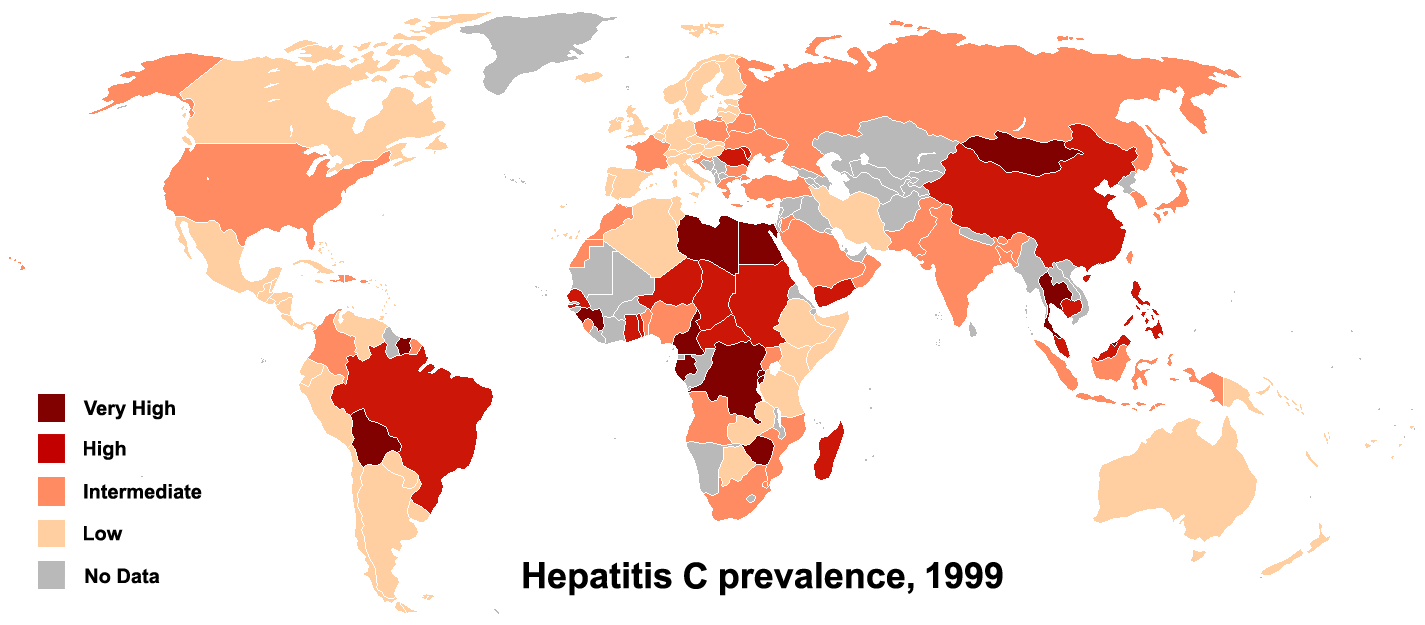
Mapa de prevalença de l'hepatitis C.

### Hepatitis A
L'hepatitis A és una malaltia del fetge causada pel virus de l'hepatitis A (VHA). Es transmet pel contacte amb deposicions d'un altre malalt, per falta d'higiene a la llar o bé a causa del consum d'aliments contaminats i rentats deficientment (com ara verdures regades amb aigües no tractades o en contacte amb vectors, com mosques o paneroles). Pot afectar qualsevol individu i tenir caràcter epidèmic en aquells llocs que no compten amb tractament adequat de les aigües fecals. En països més desenvolupats l'hepatitis A afecta principalment casos aïllats d'individus, tot i que hi ha hagut epidèmies que han afectat múltiples àrees en el passat. Si bé avui en dia hi ha vacunes que poden prevenir-la, les condicions de sanejament ambiental, el control de qualitat dels aliments (el virus resisteix el fumatge i la congelació d'aliments), el seguiment mèdic dels treballadors industrials que els manipulen, les normes d'higiene a l'interior de la llar o dels establiments d'hostaleria, són la forma més eficaç d'evitar el seu desenvolupament.
L'hepatitis A presenta un ampli ventall de manifestacions clíniques sovint indistingibles, a banda dels casos atípics, de les d'altres hepatitis víriques. No provoca lesions cròniques hepàtiques, però pot ocasionar hepatitis fulminants, en especial si coincideix amb infeccions que alteren la funció hepatocitària, com la febre tifoide. Alguns casos d'hepatitis A recidiven una o més vegades (forma bifàsica o polifàsica, molt poc freqüent). Si la infecció pel VHA té lloc durant el segon o tercer trimestre de l'embaràs, augmenta el risc d'un part preterme.
Quatre grups genotípics del virus afecten els humans: I (amb subgenotips Ia i Ib), II, III i VII. I altres tres afecten els simis: IV, V i VI. Un tipus particular de VHA afecta determinats marsupials. El VHA té una gran capacitat per crear quasiespècies (formes virals relacionades per una o més mutacions similars que competeixen entre elles en un medi altament mutagènic), una característica que pot ser aprofitada en procediments d'investigació antigènica. La primera vacuna contra l'hepatitis A fou desenvolupada per un grup d'investigadors de Merck, i el 1991 se'n va demostrar l'eficàcia en humans.

### Hepatitis B
L'hepatitis B és una malaltia greu causada per un virus que es transmet per la sang o per via sexual des d'un malalt amb hepatitis activa o d'un portador sa del virus de l'hepatitis B (VHB), un membre de la família Hepadnaviridae amb una àmplia variabilitat genètica i gran competència a l'hora de replicar-se en les cèl·lules hoste. La trasmissió perinatal mare-fill del VHB, durant el període intrauterí o en el treball de part, és un fet molt comú entre els infants nascuts de mares positives al antígen HBeAG en sèrum. La llet materna no trasmet el virus als lactants, però quan hi ha hemorràgies o petites solucions de continuïtat en la pell dels mugrons de la mare convé evitar l'alletament.
El virus pot causar una infecció aguda o crònica i així persistir en la sang, mentre allibera virions (partícules de Dane) des de les membranes intrahepatocitàries, que poden causar cirrosi (cicatrització fibrosa patològica) del fetge, càncer de fetge, insuficiència hepàtica i la mort. També existeixen vacunes per a la seva prevenció, que immunitzen contra tots els serotipus identificats del virus (A-H). L'Associació Americana de Pediatres recomana vacunar contra l'hepatitis B per primera vegada els nounats estables i amb un pes superior als 2000 grams, durant les vint-i-quatre hores posteriors al naixement.
El tractament de l'hepatitis B amb lamivudina és eficaç i redueix la mortalitat dels pacients fins i tot en aquells que també estan infectats pel VIH. S'han fet estudis per tractar l'hepatitis crònica causada pel VHB mitjançant la modificació de l'ARN d'interferència dels hepatòcits. En estudi in vivo, compostos basats en aquest mètode silencien l'ARN missatger viral fins a aconseguir una reducció del 94,5 per cent de l'ADN del VHB en les cèl·lules del fetge i una supressió quasi complerta dels antígens sèrics HBeAg —una proteïna d'ancoratge entre l'ADN del virus i la càpsida indicadora de replicació viral— i HBsAg (un 92,6 per cent i 97,6 per cent, respectivament). Segons models experimentals, una forma de lluitar contra el VHB podria ser provocar l'apoptosi de les cèl·lules infectades aprofitant els lligams entre el virus i el factor de necrosi tumoral (TNF, de l'anglès tumor necrosis factor). Un camp d'estudi prometedor és l'ús terapèutic de certs pèptids existents en els bacteriòfags per bloquejar les molècules de superfície del VHB que fan possible la seva adherència als hepatòcits. Ara per ara, els anàlegs d'àcids nucleics de nova generació que actuen contra les retrotranscriptases del virus, besifovir i entecavir, són els compostos aprovats més eficaços contra l'hepatitis B crònica.

### Hepatitis C
L'hepatitis C és una malaltia del fetge causada pel virus hepatitis C (VHC), que es troba a la sang de les persones que tenen aquest tipus de virasi hepatotròpica, identificada l'any 1989 i considerada la responsable de la major part de les hepatopaties cròniques a tot el món. La infecció del VHC també es transmet per contacte amb la sang d'una persona infectada (en etapa d'activitat o portació del virus) i és causa d'hepatitis crònica, síndrome de crioglobulinèmia mixta, cirrosi, càncer de fetge, insuficiència hepàtica i mort. La incidència de transmissió vertical d'aquest virus, segons diversos estudis, oscil·la entre el 3 i el 10 per cent i predomina en nens nascuts de mares coinfectades amb el VIH.
La infecció pel VHC pot romandre asimptomàtica durant molts anys. Per aquest motiu, els CDC recomanen controls analítics a les persones nascudes entre 1945 i 1965. Un 75 per cent aproximadament de les persones infectades desenvolupa una hepatitis C crònica, de les quals, entre el 10 i el 40 per cent evoluciona cap a la cirrosi en el decurs dels vint anys posteriors al moment de la infecció, segons sigui la resposta de cada subjecte al procés i en cas que el tractament no sigui l'apropiat. El ritme de la progressió fibròtica depèn de l'edat, sexe, coinfecció amb altres virasis o no, consum d'alcohol, immunodeficiència crònica i factors genètics individuals, com ara diversos polimorfismes lligats a gens reguladors de l'apoptosi cel·lular. Determinats polimorfismes en la cadena α del receptor de l'interleucina 7 (IL7RA) es relacionen amb l'homeòstasi i desenvolupament de les cèl·lules T i poden contribuir a la desregulació del sistema immunitari. Un d'aquests polimorfismes, el rs6897932-IL7RA, està directament associat amb una progressió fibròtica accelerada en l'hepatitis C crònica. Per penetrar dins dels hepatòcits i infectar-los, les partícules viríques s'associen a lipoproteïnes de diferents densitats, amb les quals formen uns complexos anomenats partícules lipovíriques. Aquests complexos són transportats pel flux venós sinusoidal cap a l'espai de Disse, gràcies a les fenestracions endotelials. L'hepatitis C crònica crea un substrat biomolecular que afavoreix l'aparició del càncer de fetge. La infecció perllongada pel VHC indueix l'hepatocarcinogènesi a través de moltes vies, en especial alterant l'equilibri genòmic entre protooncogens i gens supressors de tumors o també per mitjà de canvis en l'expressió de determinats microARNs de les cèl·lules de l'hoste.
Segons el genotip del VHC causant de l'hepatitis, l'OMS indica tractaments preferents amb combinacions de fàrmacs antiretrovirals. El tractament s'ajusta al perfil del malalt: si presenta cirrosi (compensada o descompensada) o no, coinfecció per VIH, insuficiència renal, rebuig a determinades substàncies o trasplantament hepàtic. L'aparició de nous agents antivirals d'acció directa específics (AAD) contra aquest tipus d'hepatitis ha originat una considerable polèmica sobre el seu cost i eficàcia real. Un punt per aclarir encara és si aquests fàrmacs augmenten les recidives d'hepatocarcinomes ja intervinguts en persones amb hepatitis C crònica. Sofosbuvir i simeprevir són els medicaments d'aquesta classe més emprats en el l'entorn sanitari estatal. Harvoni®, un fàrmac compost de ledipasvir/sofosbuvir (90mg/400mg), inclòs en la llista model de Medicaments essencials de l'Organització Mundial de la Salut, té una eficàcia molt alta contra el genotip 1 del VHC. En algun cas d'hepatitis C tractat amb ledipasvir/sofosbuvir s'ha observat l'aparició d'una hepatitis autoimmunitària concurrent. Investigadors del Centro Nacional de Biotecnología-CSIC i del Sincrotró ALBA han publicat una tècnica, inèdita fins ara, que mostra, a nivell ultraestructural i en 3D, els canvis presents en les cèl·lules infectades pel virus i les modificacions conseqüents al tractament antiviral.
Estimacions publicades el 2015 indicaven que a tot l'Estat espanyol podrien tenir anticossos VHC positius unes 700.000 persones, unes 480.000 en podrien estar infectades i un gran grup romandre sense diagnòstic de la malaltia. S'estima que entre 170 i 200 milions de persones al món estan infectades pel virus de l'hepatitis C (aproximadament un 3 per cent de la població mundial). Sembla existir una associació entre l'hepatitis C crònica i la infecció per Helicobacter pylori, més accentuada segons sigui el grau de progressió del parènquima hepàtic cap a la fibrosi. Alguns especialistes pensen que es podria donar un efecte citopàtic sinèrgic entre les dues infeccions, un fet no aclarit encara. La proteïna NPC1L1 (Niemann-Pick C 1-like protein 1), implicada en l'homeòstasi del colesterol, es considera un dels receptors accessoris que possibiliten l'entrada del VHC al fetge i una diana terapèutica per a la utilització de fàrmacs hipolipemiants en el tractament d'aquesta hepatitis viral. S'ha suggerit una relació directa o indirecta entre l'hepatitis C crònica en algunes persones i el desenvolupament en elles d'úlceres de Mooren (un tipus de queratitis autoimmunitària, fins ara considerada idiopàtica), si bé no hi ha proves concloents. La infecció crònica pel VHC, pels seus efectes immunitaris-inflamatoris i els trastorns metabòlics que produeix —a més del cardiotropisme directe que sembla tenir el virus—, es considera un factor de risc en el desenvolupament d'afeccions cardiovasculars clíniques i subclíniques que poden comportar una disminució significativa de la qualitat de vida dels infectats. Diversos treballs han destacat la influència acceleradora de l'hepatitis C sobre el procés aterogènic i l'alta prevalença de trastorns glicometabòlics associats amb la formació d'esteatosi entre els malalts amb hepatitis C crònica (intolerància a la glucosa en un 40 per cent d'ells i diabetis mellitus en un 17 per cent). S'ha observat un vincle epidemiològic entre la diabetis i aquesta hepatitis vírica, atribuïble al fet que el VHC genera resistència a la insulina a través de la desregulació de les citocines inflamatòries i l'acció directa de les pròpies partícules virals sobre els receptors insulínics de membrana dels hepatòcits.
Un camp de recerca emergent relacionat amb aquest tipus d'hepatitis és l'ús de nanopartícules per transportar fàrmacs de forma eficaç i millorar d'aquesta manera els efectes dels nous tractaments antivirals o de vacunes específiques. Un aspecte important és la possible interacció amb efectes desfavorables entre els antivirals emprats per tractar l'hepatitis C i altres tipus de medicacions. Per exemple, la combinació de sofosbuvir i amiodarona (un antiarrítmic) pot provocar bradicàrdies molt perilloses. Actualment, els malalts afectes d'hepatitis C crònica que no responen bé al tractament amb antivirals AAD, poden ser retractats emprant una combinació de sofosbuvir, velpatasvir i voxilaprevir, la qual té una eficàcia molt alta. Segons l'Administració d'Aliments i Fàrmacs dels Estats Units (FDA, de l'anglès Food and Drug Administration), aquest fàrmac oral (anomenat Vosevi als EUA), administrat a malalts sense cirrosi (o amb moderada fibrosi hepàtica), és actiu contra els genotips 1-6 del HCV i a les dotze setmanes de tractament aconsegueix eliminar el virus en un 96 a 97 per cent dels casos. Una de les seves limitacions és la possibilitat de reactivació del VHB en pacients infectats anteriorment. La FDA també va aprovar la comercialització d'un medicament compost per glecaprevir i pibrentasvir (Mavyret®), que elimina el virus als quatre mesos de tractament en un 92 al 100 per cent dels malalts amb hepatitis C crònica. De tota manera, l'alt preu d'aquests tractaments i el fet que molts pacients visquin en zones sense atenció especialitzada són motius de preocupació entre els hepatòlegs.

### Hepatitis D
La causa de l'hepatitis D és un virus defectuós (VHD), híbrid, amb una estructura bastant similar a la dels viroides i un comportament semblant al dels virusoides, que necessita el virus d'hepatitis B per a replicar-se i existir. Fou descobert l'any 1977. Ara per ara es coneixen vuit genotips principals del virus, els quals tenen considerables diferències en la seva corresponent seqüència de nucleòtids que particularitzen les relacions de cada genotip amb el VHB. El genotip I és el més comú arreu del món i el que presenta una patogenicitat més diversa.
S'estima que el VHD afecta de 15 a 20 milions dels 240 milions de persones portadores d'infecció crònica pel VHB, amb una incidència geogràfica molt irregular. La seva prevalença ha disminuït a països que han instaurat noves campanyes de vacunació contra el VHB i ha augmentat en zones receptores d'importants fluxos d'immigració. Malgrat el fet que la infecció pel VHD depèn de la del VHB, ambdós virus presenten una distribució mundial notablement dispar a causa de les seves diferències pel que fa a la via de transmissió. El VHD s'adquireix principalment per via parenteral a través de l'exposició a sang (i també a qualsevol hemoderivat) portadora del virus, mentre que poques vegades es transmet per via sexual o vertical. Les interaccions entre els dos virus i entre ells i els hepatòcits són extremadament complexes i dinàmiques. El VHD pot inhibir la replicació del VHB i aparèixer com el virus predominant en les persones coinfectades.
El virus de l'hepatitis D, també anomenat virus Delta, es detecta a la sang de les persones que n'estan infectades mitjançant tècniques específiques d'immunoassaig enzimàtic. A hores d'ara, no existeixen tests de diagnosi biomolecular amb capacitat d'identificar tots els genotips del virus. És el virus RNA animal més petit, amb un diàmetre d'aproximadament 39 nanòmetres i un genoma circular d'una longitud d'entre 1672 i 1697 nucleòtids. L'opinió més acceptada és que el VHD podria ser el resultat de canvis produïts al llarg del temps en el procés de replicació viral d'infeccions cròniques pel VHB. Segons l'OMS, aproximadament, un cinc per cent de les persones HBsAg-positives tenen coinfecció pel VHD. Aquesta coinfecció afavoreix molt la progressió de l'hepatitis cap a la fibrosi del teixit hepàtic. La forma crònica de l'hepatitis Delta es considera la més greu de les hepatitis víriques.
Les possibilitats terapèutiques per tractar aquestes hepatitis es limiten de moment a determinats interferons. El peginterferó-λ, pertanyent al tipus II d'aquestes proteïnes implicades en la comunicació cel·lular, mostra una activitat antiviral similar a la de l'interferó α, però provoca menys efectes secundaris, ja que els seus receptors tenen una distribució corporal més reduïda. Es desenvolupen assajos amb tres noves substàncies: lonafarnib (un inhibidor de l'enzim farnesiltransferasa que impedeix la correcta formació dels virions, en fase III de desenvolupament clínic), myrcludex B (compost que interfereix l'entrada del VHD en els hepatòcits inhibint certs cotransportadors polipeptídics relacionats amb la coliltaurina) i Rep-2139-Ca (un polímer d'àcids nucleics que bloqueja proteïnes amfipàtiques necessàries en el cicle vital del virus). No hi ha encara perspectives de crear una vacuna per protegir del VHD als infectats pel VHB, ja que tots els experiments realitzats en models animals amb aquest propòsit han donat resultats insatisfactoris.

### Hepatitis E
L'hepatitis E és produïda per un virus (VHE) que es transmet en forma molt semblant al virus d'hepatitis A. Es dissemina a través d'aigua contaminada, si bé, ocasionalment, la seva transmissió pot ser zoonòtica. És l'hepatitis de transmissió entèrica més freqüent i també l'hepatitis viral aguda més comú, que causan aproximadament el 50 per cent dels episodis d'aquest tipus de malaltia als països en vies de desenvolupament. Segons l'OMS, un terç de la població mundial ha estat o està exposada al VHE. S'estima que es produeixen més de 20 milions d'infeccions pel VHE cada any, 3,3 milions de les quals són simptomàtiques i unes 56.000 mortals.
El virus va detectar-se després d'un brot d'hepatitis d'origen desconegut a la vall del Caixmir l'any 1978 i es va caracteritzar molecularment el 1983, gràcies al treball d'un grup d'investigadors russos, ja que un important nombre de casos amb característiques similars es va produir a les tropes soviètiques destinades a l'Afganistan. El seu genoma va ser seqüenciat completament l'any 1991. Segons les dades obtingudes per diversos escorxadors europeus i espanyols, el principal reservori animal és el porc i les seves vísceres. Hi ha hagut brots de la malaltia a Itàlia i França derivats del consum d'embotits elaborats amb el fetge d'aquest súid. També la llet de vaca, cabra i ovella contaminada pel VHE ha estat causa de contagis a diversos països d'arreu del món. S'han detectar casos de transmissions entre persones per transfusió de sang i podria ser una infecció infradiagnosticada. El VHE es pot replicar en la placenta humana. Es considera una infecció endèmica i amb una considerable seroprevalènça a diferents països europeus industrialitzats. A la Unió Europea, el nombre d'hospitalitzacions per hepatitis E va augmentar deu vegades durant el període 2005-2015. Aquest augment fa recomanable l'estudi acurat de la presència d'aquest virus en els aliments processats. També s'han registrat brots infecciosos per consumir bivalves contaminats amb diferents soques del virus. A l'Amèrica Llatina la taxa de seroprevalença del virus s'ha incrementat de forma continua entre 1995 i 2015, si bé encara és inferior a la registrada als EUA.
L'hepatitis E es pot presentar de forma aguda en cas de coincidir amb una salmonel·losi enterobacteriana. Per regla general, aquesta hepatitis té un període d'incubació de 15 a 60 dies (uns 40 de mitjana) i els signes i símptomes que desenvolupen els infectats són, en general, similars als de la resta d'hepatitis víriques: icterícia, febre, hepatomegàlia, vòmits, nàusees i anorèxia. Pruïja, diarrea i artràlgies són també afeccions bastant corrents. Els enzims AST-ALT, elevats en un principi, es normalitzen al mes o mes i mig del debut de la simptomatologia. L'hepatitis E és una típica malaltia autolimitada que remet en 1-4 setmanes, amb una recuperació complerta de la majoria de pacients als 2 mesos aproximadament. En un moderat nombre de malalts, però, la infecció pel VHE cursa amb colèstasi i algun tipus de coagulopatia perllongada. Ocasionalment, la forma aguda d'aquesta hepatitis provoca una miocarditis vírica, la qual pot desenvolupar més tard una cardiomiopatia dilatada.
Des del punt de vista epidemiològic, el VHE es classifica genotípicament en 4 grups: 1 (soques pròpies d'Àfrica i Àsia, algunes circulants a Cuba i Veneçuela), 2 (2a: soca única aïllada a Mèxic; 2b: Àfrica), 3 (soques ubiqües i circulants en moltes espècies de mamífers) i 4 (soques pròpies de l'Extrem Orient i sud-est asiàtic). Dones embarassades, infectades amb el genotip 3 del virus, han manifestat hepatitis fulminants, de vegades amb conseqüències fatals i al Japó s'han aïllat al bestiar porcí soques VHE-3 d'una gran virulència, atribuïble a mutacions puntuals en les seves helicases. També s'ha descrit algun cas d'hepatitis crònica per VHE-3 d'origen transfusional en el context d'un trasplantament de cor. De fet, el precari estat immunitari de molts dels receptors de transfusions fa recomanable efectuar protocol·làriament en totes les donacions de sang analítiques específiques per tal de descartar la presència del VHE en elles, un procediment que ja s'ha implementat a alguns països desenvolupats, vuit d'ells pertanyents a la Unió Europea (Regne Unit, Irlanda, Alemanya, Luxemburg, França, Països Baixos, Àustria i Espanya. Dos genotips més (5 i 6) capaços d'afectar els humans varen ser aïllats pocs anys enrere en soques presents a senglars del Japó. Ha estat identificat recentment un setè tipus de VHE, anomenat VHE-7, que afecta els dromedaris i que podria ser una causa important d'infecció en les poblacions de les zones on aquests animals es consideren una espècie ramadera. El descobriment d'un nou genotip, VHE-8, en el camells bactrians i la diversificació de subgenotips objectivada entre els camèlids, es una mostra de la gran capacitat d'evolució molecular del virus. Als països en desenvolupament, les infeccions per VHE1 durant la gestació són causa d'una considerable mortalitat i morbiditat materna i/o fetal, tenint en compte que molts casos queden sense diagnosticar per manca de medis analítics. La soca del VHE prevalent en els animals és la VEH3. Una variant d'aquesta, la VEH3-ra, és pròpia dels conills domèstics i salvatges i té també la capacitat de transmetre la infecció als humans. La prevalença del virus entre els porcs senglars d'Andalusia és considerable (23,2 per cent) i presenta fluctuacions suggestives de seguir un patró infectiu estacional.
Les infeccions agudes pel VHE, a banda dels seus efectes hepàtics, poden ocasionar alteracions neurològiques significatives en persones immunocompetents. De fet, s'han registrat casos de SGB, amiotròfia neuràlgica, mielitis transversa, encefalitis i meningoradiculitis associats a la infecció pel virus i a hepatitis E agudes o cròniques. Existeix algun cas descrit d'hepatitis E i neuropatia axonal motora aguda (un subtipus de SGB) amb recuperació complerta i espontània dels paràmetres neurofisiològics, fet relacionable amb una resposta immune adequada i una ràpida disminució de la càrrega viral. S'ha registrat alguna hepatitis aguda per VHE en receptors de trasplantaments renals, relacionada amb el tractament immunosupressor que aquest tipus de cirurgia comporta; per això, cal vigilar amb atenció les característiques dels aliments que prenen dits pacients.
L'hepatitis E pot presentar resistències als tractaments habituals, derivades de diverses mutacions en el VHE. El silvestrol, un compost natural extret de la planta Aglaia foveolata i que pertany a la família de les rocaglamides, inhibeix la propagació del VHE en cèl·lules cultivades d'origen humà. La ribavirina, sola o combinada amb altres antivirals (en particular l'inferferó pegil·ilat-λ), és el fàrmac d'elecció en les hepatitis E agudes, si bé cada cas ha de ser avaluat de forma individual. Un 15 per cent d'hepatitis E cròniques no respon al tractament amb ribavirina, la major part a causa d'una mutació molt particular (G1634R) en la polimerasa del VHE induïda pel mateix medicament.
Encara que les proteïnes capsídiques dels principals genotips del VHE tenen una similitud superior al 85 per cent, fins al 2012 no s'aconseguí una vacuna recombinant subunitària contra l'hepatitis E basada en una proteïna truncada de la càpsida del VHE1, la qual a hores d'ara no està disponible a molts països del Tercer Món. La vacuna Hecolin® HEV 239, desenvolupada per científics xinesos per ser utilitzada en adults sans majors de 16 anys, consisteix en tres dosis de 30 μg d'antigen purificat administrades per via intramuscular al llarg de sis mesos (0-1-6). Té una eficàcia superior al 90 per cent durant 1 any després d'una dosi i durant 4,5 anys després de les tres dosis i és segura per dones embarassades i fetus. Si bé s'han fet progressos molt importants en la investigació i aplicació de vacunes contra l'hepatitis E, ara per ara només es disposa d'un conjunt de dades limitat sobre la resposta immunitària cel·lular que provoca el seu ús. Aquest és un dels fets que han impulsat la cerca de nous models animals experimentals capaços de mimetitzar tots els aspectes de la progressió de l'hepatitis originada per les diferents soques del VHE en humans, a partir dels d'origen natural ja estudiats. A banda del VHE que afecta els mamífers, es coneix un VHE aviar (Orthohepevirus B) que causa hepatitis -sovint subclíniques- en els pollastres i un virus bastant similar al VHE fou descobert en la truita de Clark el 1988, sense que existeixen per ara evidències de que sigui patogen. S'han identificat, a hores d'ara, cinc genotips del VHE aviar i ha estat descoberta la seva presència en diverses espècies d'aus salvatges i urbanes (entre elles Egretta garzetta, Athene noctua, Turdus philomelos i Columba livia). El creuament de soques del VHE entre diferents classes animals es considera un fet molt possible. Encara que les diferents línies experimentals emprades fins ara per demostrar-ho no es consideren òptimes, es treballa per aconseguir un model animal completament immunocompetent, de fàcil maneig i que es pugui manipular genèticament sense restriccions ètiques, capaç de diferenciar les soques de VHE susceptibles de causar la infecció en humans i que mimetitzi de forma adequada l'hepatitis causada pel virus.

### Hepatitis F
L'hepatitis F és provocada pel VHF, també anomenat virus Toga per la seva semblança ultraestructural amb els membres de la família Togaviridae. Descrita com a tal per primera vegada l'any 1994, aquesta hepatitis podria ser produïda pel mateix agent víric causant de l'hepatitis G. A hores d'ara, es tenen dubtes sobre la capacitat del virus Toga per originar hepatitis.

### Hepatitis G
L'hepatitis G és el virus més nou (identificat l'any 1995, durant uns anys fou anomenat VGB-C i avui dia està classificat com Pegivirus humà o PgVH). No es coneixen del tot les seves característiques específiques, a banda del seu limfotropisme, ni la seva patogenicitat real. El virus es replica predominantment als limfòcits B i T, a la melsa i a moll d'os, però la seva replicació dins dels hepatòcits és un aspecte qüestionat. Es transmet per via parenteral en persones que usen drogues endovenoses i en malalts que reben tractaments relacionats amb la coagulació o teràpies renals substitutives. De fet, un gran nombre de les hepatitis que han estat relacionades amb ell s'ha descrit en persones politransfundides o sotmeses a diàlisi. La coinfecció amb els virus B, C i D és molt freqüent, de forma que existeixen moltes dubtes sobre si és un veritable virus hepatotròpic causant d'hepatitis o si és un virus d'actuació oportunista que ocasiona una virèmia perllongada, però no cap malaltia específica. S'ha observat que té tendència a danyar els conductes biliars. Els nous procediments de seqüenciació genòmica en sèrum sanguini han descobert importants diferències filogenètiques en el PgVH que tenen repercussions clíniques. Una variant, PgVH-1, es troba sobretot en persones infectades pel VIH; una altra, PgVH-2, s'associa predominantment amb el virus de l'hepatitis C, de forma que es creu que aquests dos virus (PgVH-2 i VHC) coinfecten a l'individu a partir d'un únic episodi agut de transmissió simultània per via parenteral. Fins a l'any 2017 s'havien identificats 22 espècies del gènere Pegivirus dins de la família Flaviviridae, la majoria de les quals infecten els animals.

### Hepatitis per virus no hepatotròpics
Dintre de les infeccions per Herpesviridae, cal destacar les originades pel citomegalovirus (CMV) i el virus d'Epstein-Barr (VEB), freqüents durant l'edat pediàtrica. Per regla general, les hepatitis fulminats per VEB són conseqüència d'una infecció primària, però han estat descrites hepatitis fatals en reactivacions infeccioses d'aquest virus relacionades amb la presa de corticoides. Les hepatitis per VEB tenen un patró histopatològic peculiar, amb un infiltrat sinusoidal limfocític difús que recorda un collar de granadura i que sovint s'estén pels tractes portals. Si bé aquestes hepatitis quasi sempre s'acompanyen dels signes propis de la mononucleosi infecciosa circumstancialment poden no manifestar-se, fet que dificulta la seva diagnosi.
La infecció pel CMV, congènita o perinatal, és una de les principals causes d'hepatitis infantils. Rares vegades, el virus de l'herpes simple (HSV-1) provoca hepatitis necrotitzants en persones immunocompetents, amb un pronòstic dolent, i que poden arribar a tenir un desenllaç fatal sense tractament antiviral precoç. S'ha descrit algun cas d'hepatitis fulminant postnatal originat per transmissió directa paterna de dit virus al nounat, tributari de tractament endovenós amb aciclovir. Més de la meitat de les hepatitis causades pel HSV-1 no s'acompanyen de lesions mucocutànies suggestives d'infecció per aquest virus, fet que dificulta el seu diagnòstic clínic. L'herpes genital (HSV-2) produeix, de forma ocasional, hepatitis resistents a la teràpia antivírica i de curs funest en persones sense compromís immunitari. Els herpesvirus humans 6 i 7 poden desenvolupar hepatitis en nens i malalts trasplantats. Aquests patògens de vegades coexisteixen amb el CMV o afavoreixen la seva infecció. També podrien actuar de forma sinèrgica amb les infeccions per VEB. El virus de la varicel·la zòster pot ser l'origen d'hepatitis agudes, per regla general de bon pronòstic en individus sense immunodeficiència.
Molt rarament, els Orthomyxoviridae —en especial del gènere Influenzavirus A— ocasionen una inflamació hepàtica significativa. Alguns treballs han relacionat la infecció humana per virus TT (Torque teno sus virus) amb determinats casos d'hepatitis, sobre tot en malalts transfundits. El dengue ocasiona, de vegades, hepatitis fulminants. El virus de la febre hemorràgica de Crimea-Congo pot provocar hepatitis molt greus i fallida hepàtica. El virus de la febre de Lassa origina hepatitis de grau variable, que no representen la principal causa de mort d'aquesta malaltia. S'han descrit alguns casos d'hepatitis aguda per parvovirus B19, que puntualment provoquen anèmies aplàstiques importants. Són conegudes les hepatitis fulminants per coxsackievirus, especialment de tipus B, en nounats i nens. En adults, s´ha descrit de forma ocasional alguna hepatitis amb trets colestàsics deguda a aquest virus i -en molt pocs casos- hepatitis aguda greu amb miocarditis concomitant. Singularment, el virus Coxsackie A9 és causa d'hepatitis en adults immunocompetents. L'arbovirus que origina la febre papatacci (sinònim de la febre per flebòtoms o sandfly fever, una de les malalties transmeses per aquest gènere de dípters) és una font poc comuna d'hepatitis virals. Diferents soques d'astrovirus (causants de gastroenteritis en humans) i que tenen una estructura bastant semblant a la del VHE, són generadores d'hepatitis greus i amb freqüència fatals en l'aviram. Investigadors de la Universitat de Barcelona i de l'Hospital Universitari Vall d'Hebron han identificat nous astrovirus, sapovirus (un gènere de la família Caliciviridae) i anellovirus en el sèrum de malalts afectes d'hepatitis d'origen desconegut, fet que fa replantejar el potencial infecciós d'aquests virus considerats entèrics. Una hepatitis aguda anictèrica pot ser la primera manifestació de la infecció pel SARS-CoV-2, abans que es desenvolupin els símptomes respiratoris. En adults, el virus del xarampió origina amb freqüència (≥70 per cent) hepatitis de gravetat moderada. El virus del Zika comparteix homologia de seqüències amb els Hepacivirus i, per tant, pot ser causa d'hepatitis. S'ha comprovat in vitro que la replicació d'aquest virus té un efecte citopàtic sobre el fetge estructuralment similar al produït per una hepatitis vírica aguda.